# 帕提穆拉
湯馬士·馬特勒西（Thomas Matulessy，1783年6月8日—1817年12月16日），又被人稱作帕提穆拉隊長（Kapitan Pattimura）、或更簡短的帕提穆拉（Pattimura），印尼安汶人，職業軍人，也被印尼列为民族英雄之一。
薩帕魯阿島出生的帕提穆拉，在英國軍隊奪得了荷屬東印度對摩鹿加群島的掌控權之後加入了英軍。當摩鹿加群島在1816年重回荷蘭的掌控時，他被遣散。因為擔心荷蘭人會實施限制或危害族人的政策，帕提穆拉帶領了一群武裝反抗軍於1817年5月16日攻擊都爾斯特德堡壘（Fort Duurstede）。反抗軍殺害了堡壘中的居民並成功抵擋了荷蘭軍隊的增援後，在5月29日他受命成為摩鹿加人民的領袖。但後來他被波伊國王巴提·阿古恩（King of Booi Pati Akoon）背叛，在11月11日遭荷蘭軍隊逮捕，並於次月被絞死。
帕提穆拉已經變成了摩鹿加人以及印尼獨立的精神象徵之一。他被印尼獨立後首任總統蘇卡諾大為讚賞，並繼之被第二任印尼總統蘇哈托封為民族英雄。在諸如马鲁古省、安汶以及許多其他印尼群島等地的都市都可以看到以他紀念而命名的建築或機構。

## 生平
帕提穆拉1783年6月8日生於摩鹿加群岛薩帕魯阿島。帕提穆拉不是他的本名，原本他出生時的名字是湯瑪斯·馬特樂西（Thomas Mattulessi）。托马斯是虔诚的新教基督徒.
他的父母是法蘭斯·馬圖樂西亞（Frans Matulessia）以及法蘭斯納·提拉活依（Fransina Tilahoi），另外他還有一個弟弟名叫尤哈尼斯（Yohanis）。在1810年，原是荷屬東印度的摩鹿加群島被英國佔領 。馬圖樂西後來受英國陸軍的軍事化訓練並且最終得到了士官長的軍階。
1814年8月13日簽下了英荷1814年条约之後，1816年摩鹿加群島便被交給荷蘭統轄；帕提穆拉參與了交接典禮 。在此之後，荷蘭在違反協約的情形下，將軍隊解散讓帕提穆拉以及其同袍返回家鄉 。然而帕提穆拉拒絕接受荷蘭重新掌權。他覺得荷蘭人可能會停止支付印尼本地籍的基督徒教師，這樣的事情1810年就曾經發生。同時他也擔心荷蘭正在討論轉換紙幣的制度，可能會讓摩鹿加人無法得到阿摩斯幣（alms，當時印尼的貨幣，在摩鹿加群島被視為唯一通用的貨幣），這會讓教堂無法接濟窮人。

### 1817年安汶起義

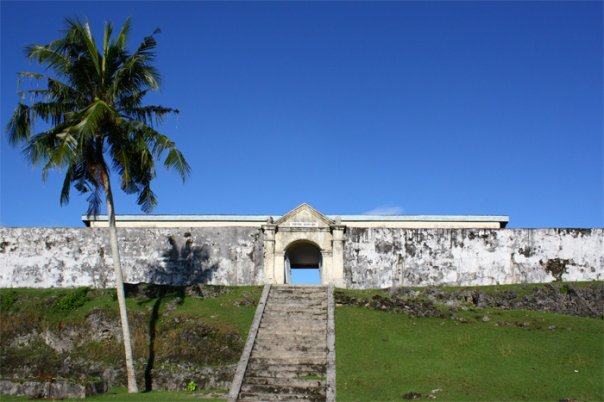
位於印尼安汶薩帕魯阿島（Saparua）的都爾斯特德堡壘

在1817年5月14日，他被薩帕魯阿島的人民們封為「隊長（Kapitan）」 ，以反抗荷軍。 攻擊是在15日開始，帕提穆拉以及他所管的小隊長薩伊德·泊霖塔（Said Perintah）、安東尼·瑞霍克（Anthony Reebhok）、寶路斯·提哈胡（Paulus Tiahahu）、以及提哈胡的女兒瑪莎·克莉斯蒂納・提哈胡（Martha Christina Tiahahu）所發起。1817年5月16日，他攻佔了都爾斯特德堡壘，將其中幾乎所有的荷蘭人殺害，包含羅希登·萬登伯格（Resident van den Berg）。唯一的倖存者是萬登伯格年僅五歲的兒子。5月29日，與許多摩鹿加的領袖商討後，他發表了哈利亞聲明（Haria Proclamation），聲明中指出反對荷蘭政府的遺憾並宣告帕提穆拉就是摩鹿加人民的領袖。

佔領後，帕提穆拉也成功地擊退畢耶斯上校（Major Beetjes）與得哈斯少尉（Second Lieutenant E. S. de Haas）所帶領的軍隊，保衛了都爾斯特德堡壘。帕提穆拉後來還攻擊了哈魯庫島的澤蘭狄亞堡（Fort Zeelandia），但沒有成功。
因為波伊國王巴提·阿古恩和圖旺阿骨打（Tuwanakotta）的背叛，帕提穆拉於1817年11月11日在北摩鹿加的Siri Sori遭到逮補，都爾斯德堡又重新回到荷蘭軍隊的控制。他與其同袍遭判死刑。1817年12月16日，帕提穆拉、安東尼·瑞霍克、菲利浦·拉圖馬西納（Philip Latumahina）、以及薩伊德·泊霖塔四人一起在安汶的紐維多莉亞堡（Niew Victoria Fort）前處以絞刑而死。

## 後人紀念

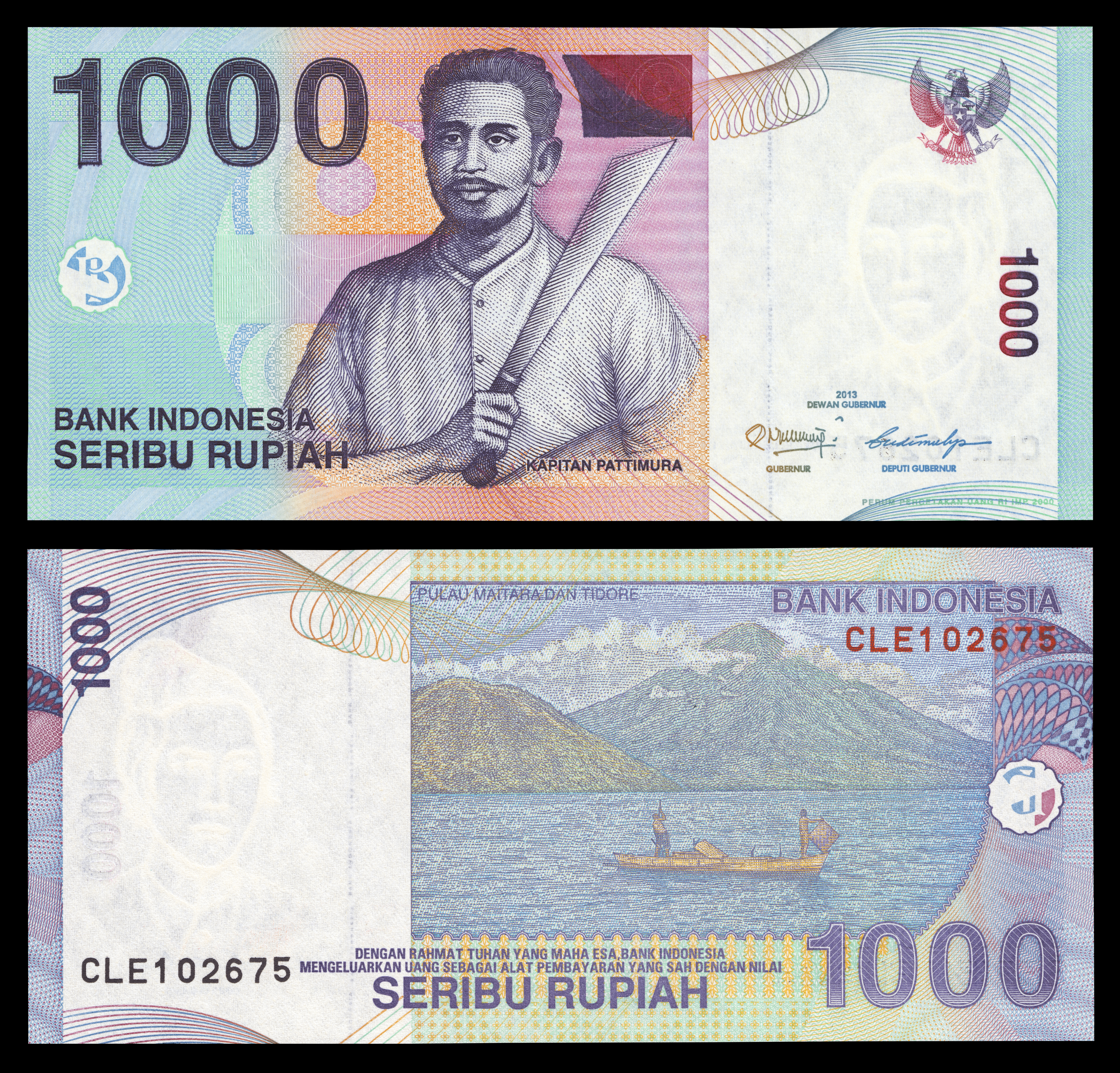
帕提穆拉是印尼銀行所發行1000元印尼盧比上的主要圖案。

帕提穆拉以及他的反抗事蹟被視為摩鹿加群島獨立（像是壽命短暫的南摩鹿加共和國便曾經使用）以及印尼愛國主義 的精神象徵。印尼第一任總統蘇卡諾曾指出帕提穆拉是一個偉大的愛國份子。
帕提穆拉於1973年被蘇哈托以總統文書字號87/TK的文件追封為印尼國家英雄。在安汶地區，也有多處以他為名記念這位人物，包含帕提穆拉大學、帕提穆拉機場、以他命名的一條街道、以及一尊塑像；在印尼群島還有其他地方為了紀念他有相關資料。5月15日在印尼為帕提穆拉日；對於年輕的提哈胡人在1月2日也有一個較小的節日 。他的畫像也印在2000年發行的1000盧比紙鈔上。

## 相關傳記
- Aritonang, Jan; Steenbrink, Karel (2008). A History of Christianity in Indonesia （页面存档备份，存于） （页面存档备份，存于）. Studies in Christian mission 35. Leiden: Brill. ISBN 978-1-109-18566-9.
- Cuhaj, George (2004). Standard Catalog of World Paper Money.  （页面存档备份，存于）Volume 3, Modern Issues 1961-Date （页面存档备份，存于） （页面存档备份，存于）. Iola: Krause Publications. ISBN 978-0-87349-800-5.
- Ajisaka, Arya; Damayanti, Dewi (2010). Mengenal Pahlawan Indonesia [Knowing Indonesian Heroes] （页面存档备份，存于） （页面存档备份，存于） (in Indonesian) (Revised ed.). Jakarta: Kawan Pustaka. ISBN 978-979-757-430-7.
- Lundry, Chris (2009). Separatism and State Cohesion in Eastern Indonesia. Ann Arbor: Arizona State University. ISBN 978-1-109-18566-9.
- Poesponegoro, Marwati Djoened; Notosusanto, Nugroho (1992). Sejarah Nasional Indonesia: Nusantara di Abad ke-18 dan ke-19 [Indonesia's National History: Nusantara in 18th and 19th Century] （页面存档备份，存于） （页面存档备份，存于） (in Indonesian) 4. Jakarta: Balai Pustaka. ISBN 978-979-407-410-7.
- Sudarmanto, J. B. (2007). Jejak-Jejak Pahlawan: Perekat Kesatuan Bangsa Indonesia [Footsteps of Heroes: Uniters of the Indonesian People] （页面存档备份，存于） （页面存档备份，存于） (in Indonesian). Jakarta: Gramedia Widiasarana Indonesia. ISBN 978-979-759-716-0.